# Amos J. Cummings
Amos Jay Cummings (ur. 15 maja 1841 w Conklin, zm. 2 maja 1902 w Baltimore) – amerykański polityk, członek Partii Demokratycznej.

## Działalność polityczna
W okresie od 4 marca 1887 do 3 marca 1889 przez jedną kadencję był przedstawicielem 6. okręgu, od 5 listopada 1889 do 3 marca 1893 przez dwie kadencje przedstawicielem 9. okręgu, od 4 marca 1893 do rezygnacji 21 listopada 1894 przez jedną kadencję przedstawicielem 11. okręgu, a od 5 listopada 1895 do śmierci 2 maja 1902 przez cztery kadencje przedstawicielem 10. okręgu wyborczego w stanie Nowy Jork w Izbie Reprezentantów Stanów Zjednoczonych.